# Talawakele
Talawakele är en ort i Sri Lanka.   Den ligger i provinsen Centralprovinsen, i den södra delen av landet, 90 km öster om huvudstaden Colombo. Talawakele ligger 1 217 meter över havet och antalet invånare är 3 545.
Terrängen runt Talawakele är huvudsakligen kuperad, men norrut är den bergig. Runt Talawakele är det tätbefolkat, med 442 invånare per kvadratkilometer. Närmaste större samhälle är Hatton, 8,5 km sydväst om Talawakele. Omgivningarna runt Talawakele är en mosaik av jordbruksmark och naturlig växtlighet.